# Jaroslav Kratochvíl (režisér)
Jaroslav Kratochvíl (* 15. května 1985 Plzeň, ČSSR) je český režisér dokumentárních filmů a scenárista.

## Filmografie

### Režie
2009:
- Mnichovský diktát
- In vino veritas

2010:
- Děti 50. let

2014:
- Lovu zdar!
- M. Stingl: Indiáni ve městě, Indiáni ve mně jste
- Petr Pithart – Limity vládnutí (z cyklu Expremiéři)

2015:
- Hádanky domů života (1. řada)

2017:
- Hádanky domů života (2.řada)

2018:
- Sen o Karolu Sidonovi
- Národní očista
- Gruzínská čítanka
- (Polo)ostrov Krym